# Turnhouse Hill
Der Turnhouse Hill ist ein Hügel in den Pentland Hills. Die 506 m hohe Erhebung liegt im Westen der schottischen Council Area Midlothian an der Ostflanke der rund 25 km langen Hügelkette. Die Kleinstadt Penicuik befindet sich rund drei Kilometer südöstlich. Die Nachbarhügel sind der Bell’s Hill im Nordwesten, der Castlelaw Hill im Nordosten sowie der Carnethy Hill im Südwesten.

## Umgebung
Entlang der Nordwestflanke verläuft der Logan Burn, der ein kurzes Stück flussaufwärts bereits zum Loganlea Reservoir aufgestaut wurde. Im Jahre 1824 wurde mit dem Glencorse Reservoir der erste Stausee entlang des Baches fertiggestellt. Es schmiegt sich entlang der Nordwest- und Nordostflanken des Turnhouse Hills. Das Wasser dient der Trinkwasserversorgung von Edinburgh. Historisch diente es außerdem der Aufrechterhaltung eines konstanten Wasserstroms des North Esk zum Betrieb der zahlreichen Mühlen entlang des Flusses. Entlang der Südwestflanke verläuft die Fernstraße A702 (Edinburgh–St John’s Town of Dalry).

## Archäologische Funde
An der Südwestflanke, auf etwa 450 Höhenmetern wurde zu Beginn der 1990er Jahre eine bronzezeitliche Axt gefunden. Sie wurde in die Sammlung des National Museums of Scotland übergeben. Ein aus Feuerstein geschlagenes Messer wurde an der Nordostflanke entdeckt.
An einer Kante oberhalb von Rullion Green finden sich die Überreste eines Promontory Forts. Ein umgebender Wall, der heute noch bis zu einer Höhe von 1,7 m erhalten ist, schloss ein ovales Areal mit Achslängen von 85 beziehungsweise 60 m ein. Der Wall war mit einer Palisade befestigt. Im Inneren sind die Überreste einer Rundhütte auszumachen. Die Anlage ist als Scheduled Monument klassifiziert.

## Schlacht von Rullion Green
Die Freifläche Rullion Green liegt an den Südosthängen von Turnhouse Hill. Dort fand am 28. November 1666 mit der Schlacht von Rullion Green eine der entscheidenden Schlachten zwischen royalistischen Truppen und den Covenantern statt. Die Covenanter unterlagen den Royalisten unter Tam Dalyell of the Binns. Spuren der Schlacht sind noch in der Landschaft sichtbar.